# سولون د. نيل
سولون د. نيل (بالإنجليزية: Solon D. Neal)‏ هو عسكري أمريكي، ولد في 1846 في هانوفر في الولايات المتحدة، وتوفي في 1 نوفمبر 1920 في Fort Sam Houston ‏ في الولايات المتحدة.